# أبو دلامة
أبو دُلامة هو شاعر ساخر عاش في العصر العباسي، وكان عبدا لرجل من أهل الرقة من بني اسد واعتقه في ما بعد، وهو أحد الشعراء المعاصرين لخلفاء بني العباس الثلاث الأوائل وهم السفاح والمنصور والمهدي، بل يعتبر شاعرهم ونديمهم الخاص، وكان أبو دلامه فكها مرحا فهو حسن الحديث ممتع الرواية،وله طرائف كثيرة.

## اسمه وكنيته
اسمه (زند بن الجون) على ان بعض المصادر قد ذكرته زبد أو زيد. الا لن أكثر المصادر تتفق على انه (زند بن الجون). وسبب هذا الاضطراب هو شهرة هذا الشاعر بكنيته دون اسمه.
وإن كنيته هذه -أبو دلامة- لها دوافع وـسباب جعلت الناس يختارونها له دون سواها.ذهب البعض إلى القول بانه لقب نسبة لابنه الذي كان يدعى دلامة. بينما ذهب اخرون للقول بان دلامة اسم جبل مطل على الحجون بأعلى مكة، ويقال ان هذا الجبل كان اسودا ذا صخر املس، وكان محلا لواد البنات في الجاهلية. فكني به لوجود شبه بينه وبن هذا الجبل وهو الطول والسواد.

## مولده ونسبه
ان اباه -ويقال له قصاص بن لاحق- كان عبدا لرجل من بني اسد من أهل الرقة. ثم انتقل إلى الكوفة مع مولاه، فنشأ أبو دلامه هناك متصلا بالولاء لبني اسد. ثم اعتقه ولم يعرف متى.
اما تاريخ مولده فلم تشر المصادر له، ولكن لما كان أبو دلامة قد عرف في عصر السفاح، فلا جدال انه قد قضى أكثر من عشرين عاما في الدولة الأموية.فلا بأس ان نقول انه ولد 100ه أو 110ه. إذ نصت بعض الروايات انه مات شيخا عام 160ه.

## صفاته
يروى أنه دخل يوما على ابي جعفر المنصور- وكان عنده ولداه جعفر والمهدي وابن عمه عيسى بن موسى - فقال له المنصور: عاهدت الله يا أبا دلامه ان لم تهج أحد ممن في الجلس لاقطعن لسانك، ويروي أبو دلامه عن نفسه فيقول: فقلت في نفسي قد عاهد وهو لابد فاعل. ثم نظرت إلى أهل المجلس فإذا بخليفه وابناه وابن عمه. وكل منهم يشير الي باصبعه بالصلة ان تخطيته، وايقنت اني ان هجوت احدهم قتلت. والتفت يمنه ويسره لارى بعض الخدم لأهجوه فما وجدت احدا.فقلت في نفسي اما حلف على من في المجلس وانا أحد من في المجلس، ومالي الا ان هجوت نفسي فقلت
لا أبلغ إليك أبا دلامة***فليس من الكرام ولا كرامه
إذا لبس العمامة كان قردا*** وخنزير إذا خلع العمامة
جمعت ذمامة وجمعت لؤما***كذلك اللؤم تتبعه الذمامة
فإن تك قد أصبت نعيم دنيا***فلا تفرح فقد دنت القيامة
فضحك المنصور حتى استلقى وامر لي بجائزه.
وهذه الرواية التي اتفقت على صحتها اغلب المصادر، تشير إلى ان أبا دلامة لم يكن حسن الشكل.

## وصلات خارجية
- أبو دلامة على موقع بوابة الشعراء
- أبو دلامة على موقع موسوعة الديوان الشعرية